# Up (pel·lícula de 2009)
Up és una pel·lícula estatunidenca d'animació 3D generada per ordinador de 2009, produïda per Pixar Animation Studios i distribuïda per Walt Disney Pictures. La pel·lícula és dirigida per Peter Docter, director de Monsters, Inc., i compta amb la co-producció de Bob Peterson, els qui també va escriure el guió de la pel·lícula, així com la història amb Tom McCarthy, amb música composta per Michael Giacchino. Les veus originals dels personatges van a càrrec d'Edward Asner, Christopher Plummer, Jordan Nagai i John Ratzenberger, entre d'altres.
La pel·lícula està dedicada a "real life Carl and Ellie Fredricksens who inspired us to create our own Adventure Books" els "Carl i Ellie Fredricksen de la vida real que ens van inspirar a crear els nostres propis llibres d'aventura", referit a antics animadors de Disney com Joe Grant.
La versió en català sortí el 30 de juliol del mateix any, tot i que la seva distribució únicament es va estendre a cinemes de Catalunya.

## Argument
Carl Fredricksen (Edward Asner) és un home de 78 anys. Quan era un nen, va conèixer i, finalment, es va casar amb una nena anomenada Ellie (Elie Docter), que va créixer en una petita ciutat. Ellie sempre va somiar explorar les muntanyes, però va morir abans de tenir l'oportunitat. Ara, quan amenacen de traslladar a Carl a un asil d'ancians, aquest decideix complir la seva promesa. Per a això, es guanya l'amistat d'un noi de 9 anys anomenat Russell (Jordan Nagai). Ambdós, tan oposats entre si, corren emocionants aventures en terrenys salvatges, enfrontant-se a vilans inesperats, i a totes les criatures aterridores que esperen a la selva.

## Repartiment
| Veu en anglès       | Veu en català     | Personatge        |
| ------------------- | ----------------- | ----------------- |
| Edward Asner        | Emili Freixas     | Carl Fredericksen |
| Jordan Nagai        | Kai Stroink       | Russel            |
| Bob Peterson        | Manel Gimeno      | Dug               |
| Christopher Plummer | Joaquim Díaz      | Charles F. Muntz  |
| Bob Peterson        | Carles Di Blasi   | Alpha             |
| Delroy Lindo        | Jordi Royo        | Betta             |
| Jerome Ranft        | Xavier de Llorens | Gamma             |
| John Ratzenberger   | Ramon Canals      | Obrer Tom         |
| David Kaye          | Jordi Hurtado     | Periodista        |
| Elie Docter         | Belén Barenys     | jove Ellie        |

## Premis i nominacions

### Premis
- Oscar a la millor pel·lícula d'animació: Pete Docter[6]
- Oscar a la millor banda sonora: Michael Giacchino[6]
- Globus d'Or a la millor pel·lícula d'animació: Pete Docter, Bob Peterson[7]
- Globus d'Or a la millor banda sonora: Michael Giacchino[7]
- BAFTA a la millor pel·lícula d'animació: Pete Docter, Bob Peterson[8]
- BAFTA a la millor música: Michael Giacchino[8]
- Grammy a la millor composició instrumental: Michael Giacchino[9][10]
- Grammy al millor àlbum de banda sonora[9]

### Nominacions
- Oscar a la millor pel·lícula: Jonas Rivera[6]
- Oscar al millor guió original: Pete Docter, Tom McCarthy, Bob Peterson[6]
- Oscar a la millor edició de so: Tom Myers, Michael Silvers[6]
- BAFTA al millor guió original: Pete Docter, Bob Peterson[8]
- BAFTA al millor so: Tom Myers, Michael Semanick, Michael Silvers[8]
- Grammy al millor arranjament instrumental: Michael Giacchino, Tim Simonec[9]